# 西部功
西部功（にしぶ いさお、1948年 - ）は日本の陶芸家。岐阜県関市（旧武儀町）出身。